# Whatever Happened to… Robot Jones?
A Whatever Happened to… Robot Jones? (magyarul: Mi történt Robot Jones-szal?) amerikai televíziós rajzfilmsorozat, amelyet Greg Miller készített a Cartoon Network számára 2002-ben. A műsor a csatorna rajzfilm-összeállításának, a Cartoon Cartoonsnak az egyik tagja. A sorozat egy robotról, Robot Jones-ról szól, aki megpróbál emberként élni/beilleszkedni az emberi közösségbe. Ezért iskolába jár, ahol három barátra tesz szert, akik segítik Jones-t e tervében. A műsor témája kicsit hasonlít a Nickelodeon Invader Zim sorozatához, azzal a különbséggel, hogy itt egy földönkívüli helyett egy robot próbál beilleszkedni az emberek közé. A két sorozat mégsem konkurense egymásnak; a Cartoon Network válasza az Invader Zim-re a Billy és Mandy kalandjai a kaszással volt. A Robot Jones 2 évadot élt meg 13 epizóddal. 2002. július 12-től 2003. december 11-ig adták. Magyarországon sosem adták ezt a műsort. 22 perces egy epizód. Különlegességként megemlítendő, hogy az első évadban valóban egy gép, pontosabban a Macintosh "Macintalk" program adta a hangját a főszereplőnek, míg a második évadban már egy ember, Bobby Block szolgáltatta Robot Jones hangját. Ezen oknál fogva csökkent a sorozat népszerűsége és 2003-ban végül eltörölték.